# خانه مهدی خان رفیعی
خانه مهدی خان رفیعی مربوط به دوره افشار - دوره قاجار است و در شهرستان درمیان، روستای درمیان واقع شده و این اثر در تاریخ ۱۲ تیر ۱۳۸۴ با شمارهٔ ثبت ۱۲۰۹۰ به‌عنوان یکی از آثار ملی ایران به ثبت رسیده است.